# Luigi Manzoni (poeta)
Luigi Manzoni (Lecco, 1892 – Lecco, 1979) è stato un poeta e imprenditore italiano, autore di componimenti in lingua lombarda.

## Biografia
Nato a Lecco in una famiglia di imprenditori della Valsassina, suo padre era proprietario di una grossa filanda nel centro della città. Pur avendo iniziato a comporre in età matura, Manzoni è considerato come uno dei più importanti autori in dialetto lecchese.
Nel 1954 pubblica quella che è la sua opera principale, El cavalier Gerenzon, un poemetto suddiviso in tre parti per centosessantadue sestine, che raccontano la storia dell'industria lecchese vista attraverso gli occhi del Gerenzone, il fiume cittadino che scorre in mezzo agli stabilimenti e il cui nome dà il titolo all'intera opera.
|   | El cavalier Gerenzon<ref>{{cita libro\|autore=A.A.V.V.\|titolo=Dal lago alla montagna per l'Unità d'Italia\|editore=Prefettura di Lecco\|anno=2011\|p=18}}< |  | ref> |
|   | |  |      |
|   | Soo ai tessitur: con ordin, senda odor, |  |      |
|   | Di solit bordelee se ved gnaa ‘n brus |  |      |
|   | E men che men maestranza de color; |  |      |
|   | Al cant di pettin di telar e i fus, |  |      |
| 5 | Che, al pass di spool, i tramm ordissen sù, |  |      |
|   | Saludi el Redaell, re del velù. |  |      |
|   | ... |  |      |